# Marshochoerus
Marshochoerus is een geslacht van uitgestorven pekari's uit de familie Tayassuidae. Het geslacht omvat meerdere soorten die leefden in het Mioceen in westelijk Noord-Amerika.

## Fossiele vondsten
Fossielen van Marshochoerus gevonden in Californië en Texas.

## Systematiek
Marshochoerus werd oorspronkelijk beschreven als een nieuwe soort van het geslacht Thinohyus, T. socialis, door Othniel Charles Marsh in 1875. Woodburne (1969) verwees T. socialis naar Cynorca op basis van knobbelmorfologie en grootte. Echter, Cynorca werd uitgeroepen tot een nomen dubium door Wright en Eshelman (1987), en Wright (1998) vond Cynorca sensu Woodburne (1969) polyfyletisch, waarbij C. socialis nauwer verwant was aan Hesperhys dan aan C. occidentale. Prothero (2015) omgedoopt tot C. socialis als Marshochoerus ter ere van Othniel Charles Marsh. 